# Юнчик-Пачуска, Анна
А́нна Ли́дия Ю́нчик-Пачу́ска (польск. Anna Lidia Junczyk-Paczuska; род. 8 апреля 1980, Варшава, Польша) — польская спортсменка, стрелок из лука.

## Спортивная карьера

### Чемпионат Европы по стрельбе из лука в помещении 2022 года в Лашко, Словения
На чемпионате Европы по стрельбе из лука в помещении 2022 года в Лашко, Словения, Анна Юнчик-Пачуска, выступая вместе с Региной Каркошкой и Ингой Загродзкой-Добией, завоевала бронзовую медаль в командной женской стрельбе из лука.

## Личная жизнь
С 20 февраля 2023 года – вице президент правления Ассоциации «Лучничы Марымонт» (польск. Stowarzyszenie „Łuczniczy Marymont”).